# Nyzilla
Nyzilla（にぃじら）は、日本のファイル共有ソフトであるWinnyのサイトを閲覧するブラウザ。
セキュリティ研究者・高木浩光が作成したブラウザで、ファイルのアップロード機能ではないが、Winnyネットワークのファイルを閲覧し、ファイルの情報を獲得できる。